# نوكديم
نوكديم (بالعبرية: נוֹקְדִים) مستوطنة مجتمعية إسرائيلية، أقيمت عام 1982 جنوب شرق محافظة بيت لحم جنوب الضفة الغربية على أراضي عرب التعامرة جنوب شرق جبل وقلعة هيرودس، وتقع إداريًا ضمن اختصاص مجلس جوش عتصيون الإقليمي. في عام 2018 كان عدد سكانها 2,250 مستوطنًا.

## الجانب القانوني
يعتبر المجتمع الدولي المستوطنات الإسرائيلية في الضفة الغربية غير قانونية بموجب القانون الدولي، لكن الحكومة الإسرائيلية تعارض ذلك.